# Linyphia phaeochorda
Linyphia phaeochorda là một loài nhện trong họ Linyphiidae.
Loài này thuộc chi Linyphia. Linyphia phaeochorda được William Joseph Rainbow miêu tả năm 1920.